# Eriosema vanderystii
Eriosema vanderystii är en ärtväxtart som först beskrevs av De Wild., och fick sitt nu gällande namn av Lucien Leon Hauman. Eriosema vanderystii ingår i släktet Eriosema och familjen ärtväxter. Inga underarter finns listade i Catalogue of Life.